# 牛盛
牛盛（?—?），山西澤州人，明朝政治人物。舉人出身。
永樂六年，戊子科山西鄉試中舉，后任階州知州。